# Poian
Poian é uma comuna romena localizada no distrito de Covasna, na região histórica da Transilvânia. A comuna possui uma área de 52.92 km² e sua população era de 1850 habitantes segundo o censo de 2007.